# Østrupgård (Håstrup Sogn)
 For alternative betydninger, se Østrupgård. (Se også artikler, som begynder med Østrupgård)
Østrupgaard er en gammel gård, som nævnes første gang på Erik af Pommerns tid, da den 1425 ved et skifte mellem to slægtninge, Jørgen Rud til Skjoldenæsholm og Palne Jensen Munk, kaldet Marsk. Gården ligger i Håstrup Sogn, Faaborg-Midtfyn Kommune. Hovedbygningen er opført i 1500 og ombygget i 1572-1638-1710-1784, Østfløjen genopført i 1940-1942 efter en brand i 1937.

## Ejere af Østrupgaard
- (1425-1460) Palne Jensen Marsk Munk
- (1460-1499) Ludvig Palnesen Marsk Munk
- (1499-1505) Anne Lagesdatter Brock gift Munk
- (1505-1534) Johan Bjørnsen Bjørn
- (1534-1547) Maren Johansdatter Bjørn gift Dyre
- (1547-1587) Iver Lunge Dyre
- (1587-1614) Ejler Bryske
- (1614-1632) Ejler Bryskes dødsbo
- (1632-1661) Jørgen Steensen Brahe
- (1661-1685) Preben Jørgensen Brahe
- (1685-1735) Karen Prebensdatter Brahe / Birgitte Prebensdatter Brahe
- (1735-1736) Karen Prebensdatter Brahe
- (1736-1738) Susanne Henriksdatter Brahe gift Hein
- (1738-1751) Frederik Jensen Heden Hein
- (1751-1786) Preben Brahe
- (1786-1787) Axel Frederik Bille-Brahe
- (1787-1789) Henrik Bille-Brahe
- (1789-1857) Preben Bille-Brahe
- (1857-1875) Henrik Bille-Brahe
- (1875-1918) Preben Charles Bille-Brahe-Selby
- (1918-1926) Henrik Bille-Brahe-Selby
- (1926-1927) Statens Jordlovsudvalg
- (1927-1933) Valdemar Ludvigsen
- (1933-1968) Arne Ludvigsen
- (1968-1980) Hans Ludvigsen
- (1980-2003) Jan Skovsende Hansen / Elsebeth Pilegaard
- (2003-2004) Realkredit Danmark
- (2004-) Michael Grønlykke